# مقاطعة والدو (مين)
مقاطعة والدو هي مقاطعة في مين، بلغ عدد سكانها 38٬786  نسمة، في 2010، عاصمتها بلفاست.

## الموقع
تشترك في الحدود مع:
- مقاطعة بينوبسكوت
- مقاطعة نوكس (مين)
- مقاطعة كينبيك (مين)
- مقاطعة لينكولن (مين)
- مقاطعة هانكوك (مين)
- مقاطعة سومرست (مين).

## التقسيمات الإدارية
- بلفاست
- Belmont, Maine [الإنجليزية]‏
- Brooks, Maine [الإنجليزية]‏
- بورنهام
- فرانكفورت
- فريدوم
- أيسلسبورو
- جاكسون
- كنوكس
- ليبرتي
- لينكولنفيل
- مونروي
- مونتفيل
- موريل
- نورثبورت
- باليرمو
- Prospect, Maine [الإنجليزية]‏
- Searsmont, Maine [الإنجليزية]‏
- Searsport, Maine [الإنجليزية]‏
- Stockton Springs, Maine [الإنجليزية]‏
- Swanville, Maine [الإنجليزية]‏
- Thorndike, Maine [الإنجليزية]‏
- Troy, Maine [الإنجليزية]‏
- Unity, Maine [الإنجليزية]‏
- Waldo, Maine [الإنجليزية]‏
- Winterport, Maine [الإنجليزية]‏.